# Circeaster pullus
Circeaster pullus är en sjöstjärneart som beskrevs av Mah 2006. Circeaster pullus ingår i släktet Circeaster och familjen ledsjöstjärnor. Inga underarter finns listade i Catalogue of Life.